# Afroneta praticola
Afroneta praticola là một loài nhện trong họ Linyphiidae.
Loài này thuộc chi Afroneta. Afroneta praticola được Herman Theodor Holm miêu tả năm 1968.